# Памир
Памир је планински венац кога чине планине Тјен Шан, Каракорум, Кунлун и Хиндукуш и део је великог планинског масива, Хималаја. Већи део венца се налази у Таџикистану, док мањи делови припадају Киргистану, Авганистану, Кини и Пакистану.

## Географија
Највиши врх Памира је Измаил Самани са 7.495 m, који је раније био познат као Стаљин, а касније и Врх комунизма, да би 1998. године добио данашње име. Други по реду је врх Ибн Сине са 7.134 m, који је добио име по највећем исламском филозофу из X и XI века - Ибн Сини.
На планинама Памира има пуно ледника, укључујући и 77 km (48 миља) дуг ледник Федченко, најдужи ледник бившег СССР-а и најдужи међу ледницима изван поларних региона. Приближно 12.500 km² површине (око 10%) Памира је залеђено. Ледници на југу Памира брзо се повлаче. Претпоставка је да десет процената од укупног годишњег отицаја потиче од глечера који се повлаче у овом региону. Ледници у северозападном Памиру скоро и да не губе од својих маса.